# یانکووو دولنه
یانکووو دولنه (به لاتین: Jankowo Dolne) یک روستا در لهستان است که در گمینا گنگزنو واقع شده‌است. یانکووو دولنه ۵۳۰ نفر جمعیت دارد.